# Фінал кубка України з футболу 1998
Фіна́л Ку́бка Украї́ни з футбо́лу 1998 — 7-й фінал Кубка України з футболу. Пройшов 31 травня 1998 року у Києві на «Олімпійському» стадіоні між київськими «Динамо» та «ЦСКА» .

## Шлях до фіналу
| Динамо        | Динамо         | Раунд       | ЦСКА         | ЦСКА            |
| ------------- | -------------- | ----------- | ------------ | --------------- |
| Суперник      | Результат      |             | Суперник     | Результат       |
| «Динамо-3»    | 0-5 (в гостях) | 1/16 фіналу | ЦСКА-2       | 2-4 (в гостях)  |
| «Динамо-3»    | 5-3 (вдома)    | 1/16 фіналу | ЦСКА-2       | 2-1 (вдома)     |
| «Металург» М  | 3-0 (вдома)    | 1/8 фіналу  | «Таврія»     | 2-0 (вдома)     |
| «Металург» М  | 0-1 (в гостях) | 1/8 фіналу  | «Таврія»     | 1-0 (в гостях)  |
| «Чорноморець» | 3-0 (вдома)    | 1/4 фіналу  | «Дніпро»     | 0-1 (в гостях)  |
| «Чорноморець» | 1-4 (в гостях) | 1/4 фіналу  | «Дніпро»     | 1-1 (вдома) овт |
| «Кривбас»     | 2-4 (в гостях) | Півфінал    | «Металург» Д | 1-1 (вдома)     |
| «Кривбас»     | 1-0 (вдома)    | Півфінал    | «Металург» Д | 1-3 (в гостях)  |

## Протокол матчу
| 31 травня 1998 р. +25 °C |

| «ЦСКА» (Київ)   | 1:2      | «Динамо» (Київ)          |
| --------------- | -------- | ------------------------ |
| Новохацький 64' | протокол | Шевченко 1' Шевченко 30' |

| Київ, НСК «Олімпійський» Глядачів: 43 500 Арбітр: Ігор Ярменчук (Київ) |

| ЦСКА Київ | «Динамо» Київ |

| ЦСКА:              |   |                    |     |     |
|                    |   |                    |     |     |
| ВР                 | ? | Віталій Рева       |     |     |
| ЗХ                 | ? | Віталій Левченко   |     |     |
| ПЗ                 | ? | Анатолій Балацький | 63' |     |
| ПЗ                 | ? | Віталій Балицький  |     |     |
| ПЗ                 | ? | Дмитро Семчук      | 17' |     |
| НП                 | ? | Віктор Ульяницький |     |     |
| ЗХ                 | ? | Ігор Гогіль        | 29' | 46' |
| ЗХ                 | ? | Яків Кріпак        | 82' |     |
| ПЗ                 | ? | Олексій Городов    |     |     |
| НП                 | ? | Олексій Олійник    |     |     |
| ЗХ                 | ? | Едуард Цихмейструк |     |     |
| Заміни:            |   |                    |     |     |
| ЗХ                 | ? | Сергій Ільченко    | 63' |     |
| НП                 | ? | Василь Новохацький | 46' |     |
| Тренер:            |   |                    |     |     |
| Володимир Безсонов |   |                    |     |     |

| Динамо:              |   |                       |     |
|                      |   |                       |     |
| ВР                   | ? | Олександр Шовковський |     |
| ПЗ                   | ? | Олександр Кирюхін     |     |
| ЗХ                   | ? | Олексій Герасименко   | 63' |
| ЗХ                   | ? | Олександр Головко     |     |
| ЗХ                   | ? | Владислав Ващук       |     |
| ПЗ                   | ? | Андрій Гусін          | 66' |
| ЗХ                   | ? | Каха Каладзе          |     |
| ЗХ                   | ? | Василь Кардаш         | 89' |
| ПЗ                   | ? | Віталій Косовський    |     |
| НП                   | ? | Андрій Шевченко       |     |
| НП                   | ? | Сергій Ребров         |     |
| Заміни:              |   |                       |     |
| ЗХ                   | ? | Юрій Калитвинцев      | 63' |
| ПЗ                   | ? | Дмитро Михайленко     | 66' |
| ПЗ                   | ? | Олександр Радченко    | 89' |
| Тренер:              |   |                       |     |
| Валерій Лобановський |   |                       |     |

| Особи - Асиситенти арбітра: - Михайло Овчар (Калуш) - Юрій Дерев'янко (Львів) - Четвертий рефері: Сергій Татулян (Київ) | Правила матчу - Гра триває 90 хвилин. - 30 хвилин додаткового часу за необхідності. - Післяматчеві пенальті, якщо рахунок не змінився. - Сім гравців у запасі. - Максимум 3 заміни. |

| Володар Кубка України 1997/98 |
| ----------------------------- |
| «Динамо» (Київ) Втретє        |